# Kevin Maek
Kevin Maek (* 4. November 1988 in Ost-Berlin) ist ein deutscher Fußballspieler. Er wird in der Abwehr eingesetzt, spielte jedoch zu Beginn seiner Karriere im Mittelfeld.

## Laufbahn
In der Jugend spielte Kevin Maek, der Sohn des ehemaligen DDR-Oberliga-Spielers Mario Maek, für die Berliner Vereine Marzahner SV, BFC Dynamo, FC Nordost und Tennis Borussia, bevor er 2005 zur U-19 des VfL Wolfsburg wechselte. Von dort rückte er zur Saison 2007/08 in den Kader der zweiten Seniorenmannschaft auf. Nach einem Jahr wechselte er allerdings zum 1. FC Union Berlin, wo er am 2. November 2008 sein Profidebüt in der 3. Liga bestritt, als er beim 1:0-Heimsieg gegen Fortuna Düsseldorf in der 84. Minute Nico Patschinski ersetzte. Am Ende der Spielzeit stieg er mit seiner Mannschaft in die 2. Bundesliga auf. Er selbst war jedoch in allen seinen 10 Einsätzen erst in der Schlussviertelstunde eingewechselt worden. Zur darauf folgenden Saison schloss er sich der Reservemannschaft von Werder Bremen an und spielte somit weiterhin in der dritten Spielklasse. Bei den Bremern setzte er sich durch und wurde Stammspieler, absolvierte dort jedoch auf Grund eines Außenbandrisses im März 2010 nur 22 von 38 möglichen Partien der Saison 2009/10, in denen er allerdings zumeist über die vollen 90 Minuten eingesetzt wurde.
In der Saison 2011/12 wechselte Kevin Maek in die 2. Bundesliga zu Alemannia Aachen, wo er einen Vertrag über zwei Jahre unterschrieb.
Nachdem er in Aachen kein einziges Ligaspiel absolviert hatte, wechselte er zur Saison 2012/13 zum Drittligisten 1. FC Saarbrücken. In seinem zweiten Jahr stieg er mit dem FCS aus der 3. Liga ab. 2014 wechselte er zur SV Elversberg in die Regionalliga Südwest. 2018 wechselte er zum Ligakonkurrenten FC 08 Homburg. Nach zahlreichen Verletzungen wechselte er im Sommer 2020 zur SG Einheit Zepernick in die Landesklasse Nord,  dort bestritt er allerdings sein erstes Pflichtspiel im Februar 2022.